# Tataltepec de Valdés
Tataltepec de Valdés är en kommun i Mexiko.   Den ligger i delstaten Oaxaca, i den sydöstra delen av landet, 400 km söder om huvudstaden Mexico City.
Följande samhällen finns i Tataltepec de Valdés:
- Plan del Aire